# Yanuni
Yanuni (Untertitel The Amazon is a Woman) ist ein Dokumentarfilm von Richard Ladkani. Er begleitete hierfür die Aktivistin Juma Xipaia, die ihre Heimat gegen Ausbeutung verteidigt, über einen Zeitraum von fünf Jahren und zeigt ihren politischen Aufstieg von ihrer Wahl zur ersten weiblichen Häuptlingin des Xipaya-Gebiets im Mittleren Xingu im Alter von 24 Jahren bis hin zu ihrer Rolle im Ministerium für indigene Völker. Yanuni feierte im Juni 2025 beim Tribeca Film Festival seine Premiere.

## Inhalt
„Der stehende Wald, den wir kennen, ist das Ergebnis des Widerstands der indigenen Völker, die ihre heiligen Gebiete verteidigen und schützen.“

Die in Brasilien lebenden Xipaya wurden ab dem 17. Jahrhundert von den Kolonialisten verfolgt und zur Ausbeutung der natürlichen Ressourcen gezwungen. Sie wurden in die Tauaquara-Mission umgesiedelt, in die Region, in der später die Stadt Altamira florierte. Dort wurden sie stets ausgegrenzt und ihre indigenen Rechte wurden ihnen verweigert.
Im Alter von 24 Jahren wurde Juma Xipaia als erste Frau Anführerin des Volkes der Xipaya im brasilianischen Amazonas. Yanuni zeichnet ihre Lebensgeschichte nach, von ihrer Kindheit im brasilianischen Regenwald bis hin zu der Zeit, als sie im Alter von 24 Jahren erste Frau Anführerin des Volkes der Xipaya wird und ihre Heimat verteidigt. An der Seite ihres Mannes Hugo Loss, der als Einsatzleiter bei der IBAMA, dem brasilianischen Bundes-Umweltamt, tätig ist, die illegale Bergbaubetriebe aufspürt und zerstört, kämpft sie unermüdlich für das Land ihres Volkes. Als sie erfährt, dass sie schwanger ist, gewinnt ihr Kampf neue Dringlichkeit.
Mithilfe von Drohnenaufnahmen und Nachrichtenausschnitten zeigt Ladkani, was im Amazonasgebiet geschieht. Er verwendet weiter auch Archivmaterial über Juma Xipaia, so einen Ausschnitt aus den Nachrichten aus dem Jahr 2009, in dem sie sich, damals noch ein Teenager, lächelnde, aber energische zur indigenen Sache äußert und erklärt, sie sei bereit, für ihr Volk zu sterben.

## Produktion

### Filmstab und Filmtitel
Regie führte der Österreicher Richard Ladkani. Seine früheren Arbeiten waren auf National Geographic und Netflix zu sehen. Er will mit Yanuni die Geschichte des existenziellen Kampfes von Juma Xipaias Volk gegen die Zerstörung ihrer Heimat erzählen. Während dort Brände wüten und illegale Goldsucher ihren Wald verwüsten, vereine Juma die indigene Bevölkerung im erbitterten Widerstand. Gemeinsam mit Leonardo DiCaprio, Anita Ladkani, Juma Xipaia, Jennifer Davisson und Phillip Watson tritt Ladkani auch als Produzent des Films in Erscheinung. DiCaprio produzierte bereits zwei seiner früheren Dokumentarfilme, The Ivory Game: Das Elfenbein-Komplott von 2016 und Sea of Shadows – Der Kampf um das Kokain des Meeres von 2019. Der deutsche Filmeditor Georg Michael Fischer war bereits für Sea of Shadows tätig.
Der Film entstand mit Unterstützung des Österreichischen Filminstituts. Gemeinsam mit Fabio Nascimento fungierte Ladkani auch als Kameramann.
Der Titel Yanuni bezieht sich auf Xipaias ungeborene Tochter und kann mit „Sieg“ übersetzt werden.

### Filmmusik und Veröffentlichung
Die Filmmusik komponierte H. Scott Salinas, mit dem Ladkani bereits für The Ivory Game zusammenarbeitete. Den Gesang übernahm Djuena Tikuna. Der Titelsong nennt sich Katú Mirim.
Die Premiere des Films war am 14. Juni 2025 beim Tribeca Film Festival. Dort wurde er als Abschlussfilm gezeigt. Ebenfalls im Juni 2025 sind Vorstellungen beim Sheffield DocFest geplant.

## Rezeption

### Kritiken
Daniel Eagan schreibt in seiner Kritik für screenanarchy.com, Richard Ladkani fange Juma Xipaia in seinem Film als eine geborene Politikerin ein, die als feurige, aggressive Rednerin etwas von der Energie und Anziehungskraft Alexandria Ocasio-Cortez’ besitze. Sie liefere leidenschaftliche, ausdrucksstarke Argumente gegen eine Regierung, die jahrzehntelang indigene Gruppen ausgebeutet hat. Ladkani verdeutliche aber auch ihre zunehmende Desillusionierung gegenüber der Politik nachdem sie dem 2023 neu geschaffenen Ministerium für indigene Völker der Lula-Regierung beigetreten ist und endlose Treffen, Podiumsdiskussionen und Konferenzen kaum konkrete Fortschritte bringen.
Auch Josh Parham geht in seiner Kritik für Next Best Picture auf diese Erkenntnis der Porträtierten ein, dass jeder neue Fortschritt die Sache nie wirklich sinnvoll voranbringt. Die Bemühungen, die Bergbaulager zu beseitigen, würden nicht ausreichend greifen, da zu viele neue entstehen. So zeigten sich die Ineffizienzen, die die neue liberale Regierung angerichtet hat. Auch wenn die Feindseligkeit zwar nachgelassen hat, sei sie durch Apathie und Untätigkeit ersetzt worden, und die als fortschrittliche Politik verkleideten bürokratischen Entscheidungen seien zu wenig, um sinnvoll zu sein. Diesem Kampf sehe sich Juma Xipaia täglich gegenüber. Die Appelle ihres Volkes, echte Anerkennung für ihren Konflikt zu fordern und gleichzeitig jede Autorität zu verurteilen, die ihren Aufruf zum Handeln nicht mit echter Aufrichtigkeit aufgreift, seien ein starkes Statement.

### Auszeichnungen
Sheffield DocFest 2025
- Nominierung im Internationalen Wettbewerb[10]